# Copa del Generalísimo Femenina 1943
El Campeonato de España Femenino 1943 corresponde a la 1ª edición de dicho torneo. Se celebró el 28 de junio de 1943 en el Frontón Balear de Palma de Mallorca.
En esta primera final se pueden encontrar prácticamente todos los récords negativos de anotación que uno se puede imaginar: la más baja en una final, la más baja para ganar, y la peor anotación conjunta. Pero dentro de esos registros difícilmente asumibles en el baloncesto actual hay una marca que merece ser resaltada sobre las demás: el hecho de que una jugadora sea capaz de anotar ella sola los mismos puntos que el rival al completo.

## Fase final
|  | Final              |                    |    |  |
|  | 28 de junio        |                    |    |  |
|  |                    |                    |    |  |
|  | R. C. D. Español   | R. C. D. Español   | 13 |  |
|  | R. C. D. Español   | R. C. D. Español   | 13 |  |
|  | Madrid Basket-Ball | Madrid Basket-Ball | 10 |  |
|  | Madrid Basket-Ball | Madrid Basket-Ball | 10 |  |

### Final
| 28 de julio de 1943 | R. C. D. Español      | 13–10       | Madrid Basket-Ball          |                                                              |  |
|                     |                       |             |                             |                                                              |  |
|                     | Estadísticas Tomàs 10 | Reporte Pts | Estadísticas Isabel Bello 7 | Pabellón: Frontón Balear, Palma de Mallorca Árbitros: Torres |  |

| Ganadoras de la Copa del Generalísimo Femenina 1943 |
| --------------------------------------------------- |
| R. C. D. Español 1º título                          |